# Pseudochalceus
Pseudochalceus is een geslacht van straalvinnige vissen uit de familie van de karperzalmen (Characidae).

## Soorten
- Pseudochalceus bohlkei Orcés-V., 1967
- Pseudochalceus kyburzi Schultz, 1966
- Pseudochalceus lineatus Kner, 1863
- Pseudochalceus longianalis Géry, 1972